# Indonésie aux Jeux olympiques d'été de 2016
L'Indonésie participe aux Jeux olympiques d'été de 2016 à Rio de Janeiro, au Brésil, du 5 au 21 août 2016. Il s'agit de sa 15e participation aux Jeux olympiques d'été.

## Médaillés
| Sport              | Discipline   | Athlète(s)                    | Performance                             | Date    |
| Médailles d'or : 1 |              |                               |                                         |         |
| Badminton          | Double mixte | Tontowi Ahmad Liliyana Natsir | batte en finale Chan / Goh 21-14, 21-12 | 17 août |

## Athlétisme
| Athlètes      | Épreuve | Tour Préliminaire | Tour Préliminaire | Premier Tour | Premier Tour | Demi-finales | Demi-finales | Finale  | Finale  |
| Athlètes      | Épreuve | Temps             | Rang              | Temps        | Rang         | Temps        | Rang         | Temps   | Rang    |
| ------------- | ------- | ----------------- | ----------------- | ------------ | ------------ | ------------ | ------------ | ------- | ------- |
| Sudirman Hadi | 100 m   | 10 s 77           | 2e                | 10 s 70      | 9e           | Eliminé      | Eliminé      | Eliminé | Eliminé |

## Aviron
Légende: FA = finale A (médaille) ; FB = finale B (pas de médaille) ; FC = finale C (pas de médaille) ; FD = finale D (pas de médaille) ; FE = finale E (pas de médaille) ; FF = finale F (pas de médaille) ; SA/B = demi-finales A/B ; SC/D = demi-finales C/D ; SE/F = demi-finales E/F ; QF = quarts de finale; R= repêchage
Hommes
| Athlète        | Compétition  | Séries  | Séries | Repêchage | Repêchage | Quarts de finale | Quarts de finale | Demi-finales | Demi-finales | Finale  | Finale |
| Athlète        | Compétition  | Temps   | Rang   | Temps     | Rang      | Temps            | Rang             | Temps        | Rang         | Temps   | Rang   |
| -------------- | ------------ | ------- | ------ | --------- | --------- | ---------------- | ---------------- | ------------ | ------------ | ------- | ------ |
| Memo           | Skiff hommes | 7:14.17 | 3 QF   | exempt    | exempt    | 6:59.76          | 4 SC/D           | 7:25.60      | 3 FC         | 6:59.44 | 16     |
| Dewi Yuliawati | Skiff femmes | 9:36.10 | 6 R    | 8:14.81   | 5 SE/F    | exempt           | exempt           | 8:39.95      | 2 FE         | 8:44.54 | 29     |

## Badminton
| Athlète                                   | Compétition   | Phase de groupes                       | Phase de groupes                               | Phase de groupes                     | Phase de groupes | 1/8e de finale                       | Quarts de finale                       | Demi-finales                      | Finale                          | Finale                         |           |
| Athlète                                   | Compétition   | Adversaire Score                       | Adversaire Score                               | Adversaire Score                     | Rang             | Adversaire Score                     | Adversaire Score                       | Adversaire Score                  | Adversaire Score                | Rang                           |           |
| ----------------------------------------- | ------------- | -------------------------------------- | ---------------------------------------------- | ------------------------------------ | ---------------- | ------------------------------------ | -------------------------------------- | --------------------------------- | ------------------------------- | ------------------------------ | --------- |
| Tommy Sugiarto                            | Simple hommes | bat Shu 21-14, 21-10                   | bat Guerrero 21-12, 21-14                      | NC                                   | 1er Gr. J        | battu par Ouseph 13-21, 21-14, 16-21 | Éliminé                                | Éliminé                           | Éliminé                         | Éliminé                        |           |
| Lindaweni Fanetri                         | Simple dames  | battue par Vũ 12-21, 11-21             | battue par Okuhara 12-21, 12-21                | NC                                   | 3e Gr. J         | Éliminée                             | Éliminée                               | Éliminée                          | Éliminée                        | Éliminée                       |           |
| Mohammad Ahsan / Hendra Setiawan          | Double hommes | battent Attri / Reddy 21-18, 21-13     | battus par Endo / Hayakawa 21-17, 21-17, 14-21 | battus par Chai / Hong 15-21, 17-21  | 3e Gr. D         | NC                                   | Éliminés                               | Éliminés                          | Éliminés                        | Éliminés                       |           |
| Nitya Krishinda Maheswari / Greysia Polii | Double dames  | battent Poon / Tse 21-9, 21-11         | battent Olver / Smith 21-10, 21-13             | battent Hoo / Woon 21-19, 21-19      | 1res Gr. C       | NC                                   | battues par Tang / Yu 11-21, 14-21     | Éliminées                         | Éliminées                       | Éliminées                      | Éliminées |
| Praveen Jordan / Debby Susanto            | Double mixte  | battent Lee / Chau 21-12, 19-21, 21-15 | battent Fuchs / Michels 21-16, 21-15           | battus par Zhang / Zhao 11-21, 18-21 | 2e Gr. A         | NC                                   | battus par Ahmad / Natsir 16-21, 11-21 | Éliminés                          | Éliminés                        | Éliminés                       |           |
| Tontowi Ahmad / Liliyana Natsir           | Double mixte  | battent Middleton / Choo 21-7, 21-8    | battent Issara / Amitrapai 21-11, 21-13        | battent Chan / Goh 21-15, 21-11      | 1ers Gr. C       | NC                                   | battent Jordan / Susanto 21-16, 21-11  | battent Zhang / Zhao 21-16, 21-15 | battent Chan / Gho 21-14, 21-12 | Médaille d'or, Jeux olympiques |           |

## Cyclisme

### BMX
| Athlète         | Compétition | Qualifications | Qualifications | Quarts de finale | Quarts de finale | Demi-finales | Demi-finales | Finale   | Finale |
| Athlète         | Compétition | Résultat       | Rang           | Résultat         | Rang             | Résultat     | Rang         | Résultat | Rang   |
| --------------- | ----------- | -------------- | -------------- | ---------------- | ---------------- | ------------ | ------------ | -------- | ------ |
| Toni Syarifudin | BMX hommes  |                |                |                  |                  |              |              |          |        |

## Tir à l'arc
| Athlète                                        | Compétition | Tour préliminaire | Tour préliminaire | 1er tour                      | 2e tour                    | 3e tour                       | Quarts de finale | Demi-finales     | Match pour la médaille de bronze | Match pour la médaille de bronze | Finale           | Finale |
| Athlète                                        | Compétition | Score             | Rang              | Adversaire Score              | Adversaire Score           | Adversaire Score              | Adversaire Score | Adversaire Score | Adversaire Score                 | Rang                             | Adversaire Score | Rang   |
| ---------------------------------------------- | ----------- | ----------------- | ----------------- | ----------------------------- | -------------------------- | ----------------------------- | ---------------- | ---------------- | -------------------------------- | -------------------------------- | ---------------- | ------ |
| Riau Ega Agatha                                | Individuel  | 660               | 33e               | Bat Xing Yu 7 - 1             | Bat Kim Woo-jin 6 - 2      | Battu par Mauro Nespoli 0 - 6 | non qualifié     | non qualifié     | non qualifié                     | non qualifié                     | non qualifié     | 10e    |
| Hendra Purnama                                 | Individuel  | 655               | 40e               | Battu par Viktor Ruban 3 - 7  | non qualifié               | non qualifié                  | non qualifié     | non qualifié     | non qualifié                     | non qualifié                     | non qualifié     | 61e    |
| Muhammad Wijaya                                | Individuel  | 647               | 49e               | Battu par Mauro Nespoli 3 - 7 | non qualifié               | non qualifié                  | non qualifié     | non qualifié     | non qualifié                     | non qualifié                     | non qualifié     | 67e    |
| Riau Ega Agatha Hendra Purnama Muhammad Wijaya | Par équipes | 1962              | 10e               | Bat Taipei 6 - 2              | Battu par États-Unis 2 - 6 | non qualifié                  | non qualifié     | non qualifié     | non qualifié                     | non qualifié                     | non qualifié     | 7e     |

| Athlète                | Compétition | Tour préliminaire | Tour préliminaire | 1er tour                             | 2e tour          | 3e tour          | Quarts de finale | Demi-finales     | Match pour la médaille de bronze | Match pour la médaille de bronze | Finale           | Finale |
| Athlète                | Compétition | Score             | Rang              | Adversaire Score                     | Adversaire Score | Adversaire Score | Adversaire Score | Adversaire Score | Adversaire Score                 | Rang                             | Adversaire Score | Rang   |
| ---------------------- | ----------- | ----------------- | ----------------- | ------------------------------------ | ---------------- | ---------------- | ---------------- | ---------------- | -------------------------------- | -------------------------------- | ---------------- | ------ |
| Ika Yuliana Rochmawati | Individuel  | 617               | 42e               | Battue par Yasemin Ecem Anagöz 5 - 5 | non qualifiée    | non qualifiée    | non qualifiée    | non qualifiée    | non qualifiée                    | non qualifiée                    | non qualifiée    | 58e    |